# Don Penwell
Donald Lee Penwell, detto Don (El Reno, 13 agosto 1930 – Scottsdale, 7 marzo 2012), è stato un cestista statunitense.

## Carriera
Giocò a livello universitario alla Oklahoma City University, trasferendosi poi ai Peoria Caterpillars nonostante fosse stato selezionato dai Baltimore Bullets nel Draft NBA 1952. Con gli Stati Uniti ha disputato e vinto i Mondiali 1954 di Rio de Janeiro. Lasciò poi la carriera cestistica, per dedicarsi all'attività imprenditoriale nel settore della contabilità elettronica.